# Vodule
Vodule je naselje u slovenskoj Općini Šentjuru. Vodule se nalazi u pokrajini Štajerskoj i statističkoj regiji Savinjskoj. 

## Stanovništvo
Prema popisu stanovništva iz 2002. godine naselje je imalo 87 stanovnika.